# Райан, Фиби
Фиби Холидей Райан (англ. Phoebe Holiday Ryan) — американская певица и автор-исполнитель. В 2015 году выпустила мэшапы на композиции «Ignition» R. Kelly и «Do You» Мигеля, и свой дебютный сольный сингл «Mine», вошедший в одноимённый мини-альбом. В том же году она подписала контракт с лейблом Columbia Records.
Выступила автором песен для таких исполнителей как, Бритни Спирс, Oh Honey, Мелани Мартинес и Беа Миллер, а также выступила приглашённым исполнителем для песен The Knocks, Tritonal, Скиззи Марса, The Chainsmokers и др..

## Биография
Выросла в центре Нью-Джерси. Обучалась в Clive Davis Institute of Recorded Music при Нью-Йоркский университете, где обучалась в области бизнеса, производства и проектирования. Позже решила стать автором песен и исполнителем.

## Музыкальная карьера
Музыкальная карьера Райан началась в качестве вокалистки в группе Town Hall, в которой она играла в колледже. После выхода альбома Roots & Bells, выпущенного этой группой, она начала писать песни для таких исполнителей, как Oh Honey, рэпера Скиззи Марса и Беа Миллер. В 2015 году появилась в качестве вокалистки на песне Tritonal «Now or Never» и в то же время она выпустила свой дебютный сингл «Ignition/Do You» и мэшапы на песни «Ignition» и «Do You». Позже вышли её сольные синглы «Mine» и «Dead».
В 2015 году Райан подписала контракт с лейблом Columbia Records и выпустила там свой мини-альбом Mine. Её песни получили восторженные отзывы критиков и таких артистов как, Туве Лу, назвавшая «Mine» «Золотом» и Тейлор Свифт, назвавшая работы Райн как, «Новые песни, которые сделают вашу жизнь страшнее (Я гарантирую!)». Журнал The Fader назвал её творчество «отличным», а Billboard назвал вокал Райан «магнетичным». В 2015 журнал Nylon назвал Райан поп-певицей «сделанной, чтобы быть звездой».
4 марта 2016 года Райан выпустила выдержанный в жанре электропоп сингл «Chronic». Спустя месяц на песню был снят видеоклип. 5 мая 2016 года был выпущен сингл «Boyz N Poizn», а спустя месяц к нему было снято музыкальное видео.
Песня Беа Миллер «Young Blood», написанная Райан, достигла 4 места в чарте Billboard’s Dance Club Songs и 40 в Billboard’s Mainstream Top 40. Также песня получила премию Radio Disney Music Award в номинации «Best Song to Rock Out to With your BFFs».
В сентябре 2016 года Фиби приняла участие в записи сингла «All We Know» электронного дуэта The Chainsmokers. Песня достигла 18 места в US Billboard Hot 100 и 24 место в UK Singles Chart. 3 февраля 2017 года выпустила свой третий сингл «Dark Side».
3 августа 2017 года Райн выпустила песню «Forgetting All About You» при участии blackbear. Она была спродюсирована Big Taste и стала ведущим синглом из её предстоящего второго мини-альбома James (2017). Его релиз состоялся 27 октября 2017 года.
В мае 2019 года она была объявлена открывающей исполнительницей второй половины Dedicated Tour Карли Рэй Джепсен в США.
В феврале 2020 года Фиби начала гастролировать с k-pop-исполнителем Эриком Намом, став открытием его мирового тура Before We Begin.
31 июля 2020 года Фиби выпустила свой первый студийный альбом под названием How It Used to Feel, состоящий из 13 треков, включая четыре из них, выпущенные ранее в качестве синглов: «A Thousand Ways», «ICIMY», «Ring» и «Fantasy». На своих официальных аккаунтах в социальных сетях она написала, что начала сочинять песни для своего дебютного альбома с лета 2017 года и до тех пор, пока не были готовы все треки. В своем интервью журналу V Magazine она упомянула: «Я всегда была открытой книгой как исполнитель, и я думаю, что лучше делиться опытом с другими, как ещё люди смогут наладить контакт?».

## Дискография

### Студийные альбомы
| Альбом              | Подробности                                                                                  |
| ------------------- | -------------------------------------------------------------------------------------------- |
| How It Used to Feel | - Выпущен: 31 июля 2020 - Лейбл: Independently Popular - Форматы: Цифровое скачивание, Винил |

### Мини-альбом
| Альбом | История релиза                                                             |
| ------ | -------------------------------------------------------------------------- |
| Mine   | - Выпущен: 9 июня 2015 - Лейбл: Columbia - Формат: Цифровое скачивание     |
| James  | - Выпущен: 27 октября 2017 - Лейбл: Columbia - Формат: Цифровое скачивание |

### Синглы

#### В качестве сольного исполнителя
| «Ignition / Do You…»                                                                | 2015 | —  | —  | Mine                |
| «Mine»                                                                              | 2015 | —  | —  | Mine                |
| «Dead»                                                                              | 2015 | —  | —  | Mine                |
| «Chronic»                                                                           | 2016 | —  | —  | Неальбомные синглы  |
| «Boyz n Poizn»                                                                      | 2016 | —  | —  | Неальбомные синглы  |
| «Dollar Bill» (при участии Kid Ink)                                                 | 2016 | —  | —  | Неальбомные синглы  |
| «Dark Side»                                                                         | 2017 | —  | —  | Неальбомные синглы  |
| «Forgetting All About You» (при участии blackbear)                                  | 2017 | —  | —  | James               |
| «Be Real»                                                                           | 2017 | —  | —  | James               |
| «James Has Changed»                                                                 | 2017 | —  | —  | James               |
| «Almost Back» (при участии Kaskade и LöKii)                                         | 2018 | 40 | 48 | Неальбомный сингл   |
| «Middle Finger» (при участии Quinn XCII)                                            | 2018 | —  | —  | Неальбомный сингл   |
| «A Thousand Ways»                                                                   | 2019 | —  | —  | How it Used to Feel |
| «Build Me Up»                                                                       | 2019 | —  | —  | Неальбомный сингл   |
| «ICIMY»                                                                             | 2019 | —  | —  | How it Used to Feel |
| «Ring»                                                                              | 2020 | —  | —  | How it Used to Feel |
| «Fantasy»                                                                           | 2020 | —  | —  | How it Used to Feel |
| «—» означает, что запись не попала в чарты или не была выпущена на этой территории. |      |    |    |                     |

#### В качестве приглашённого исполнителя
| Название                                                     | Год  | Высшая позиция в чартах | Высшая позиция в чартах | Высшая позиция в чартах | Высшая позиция в чартах | Высшая позиция в чартах | Высшая позиция в чартах | Высшая позиция в чартах | Высшая позиция в чартах | Высшая позиция в чартах | Высшая позиция в чартах | Сертификации                          | Альбом                     |
| Название                                                     | Год  | US                      | AUS                     | AUT                     | BEL                     | CAN                     | FRA                     | NL                      | NOR                     | SWE                     | UK                      | Сертификации                          | Альбом                     |
| ------------------------------------------------------------ | ---- | ----------------------- | ----------------------- | ----------------------- | ----------------------- | ----------------------- | ----------------------- | ----------------------- | ----------------------- | ----------------------- | ----------------------- | ------------------------------------- | -------------------------- |
| «Chasing» (Mt Eden при участии Фиби Райан)                   | 2013 | —                       | —                       | —                       | —                       | —                       | —                       | —                       | —                       | —                       | —                       |                                       | Walking On Air             |
| «Now or Never» (Tritonal при участии Фиби Райан)             | 2014 | —                       | —                       | —                       | —                       | —                       | —                       | —                       | —                       | —                       | —                       |                                       | Introducing Pierce Fulton  |
| «The City» (Скиззи Марс при участии Фиби Райан)              | 2015 | —                       | —                       | —                       | —                       | —                       | —                       | —                       | —                       | —                       | —                       |                                       | The Red Balloon Project EP |
| «We Won’t» (Джеймс Янг при участии Фиби Райан)               | 2015 | —                       | —                       | —                       | —                       | —                       | —                       | —                       | —                       | —                       | —                       |                                       | н/д                        |
| «Purple Eyes» (The Knocks при участии Фиби Райан)            | 2016 | —                       | —                       | —                       | —                       | —                       | —                       | —                       | —                       | —                       | —                       |                                       | 55                         |
| «All We Know» (The Chainsmokers при участии Фиби Райан)      | 2016 | 18                      | 8                       | 15                      | 15                      | 14                      | 185                     | 34                      | 14                      | 24                      | 24                      | - RIAA: Платиновый - ARIA: Платиновый | Collage                    |
| «Ride or Die» (Cash Cash при участии Фиби Райан)             | 2021 | —                       | —                       | —                       | —                       | —                       | —                       | —                       | —                       | —                       | —                       |                                       | Say It Like You Feel It    |
| «—» означает, что сингл не попал в чарты или не был выпущен. |      |                         |                         |                         |                         |                         |                         |                         |                         |                         |                         |                                       |                            |

### Гостевые появления
| Название       | Год  | Другой исполнитель(и) | Альбом                      |
| -------------- | ---- | --------------------- | --------------------------- |
| «Heart Attack» | 2018 | Tove Lo               | NGX: Ten Years of Neon Gold |

### В качестве автора песен
| Год  | Исполнитель      | Альбом                  | Песня                                         |
| ---- | ---------------- | ----------------------- | --------------------------------------------- |
| 2013 | Oh, Honey        | With Love               | «Be Okay»                                     |
| 2013 | Oh, Honey        | With Love               | «Lonely Neighbor»                             |
| 2013 | Oh, Honey        | With Love               | «Get It Right»                                |
| 2013 | Oh, Honey        | With Love               | «Sugar, You»                                  |
| 2013 | Oh, Honey        | With Love               | «It Can’t Rain Forever»                       |
| 2013 | Oh, Honey        | With Love               | «Until You Let Me»                            |
| 2013 | Oh, Honey        | With Love               | Take All the Time You Need                    |
| 2013 | Tritonal         | Metamorphic II — EP     | «Now or Never»                                |
| 2013 | Mt Eden          | Walking on Air          | «Walking On Air»                              |
| 2014 | Элли Симпсон     | --                      | «Guilty»                                      |
| 2014 | Бенджамин        | Square One              | «Underdogs»                                   |
| 2014 | Беа Миллер       | Young Blood             | «Young Blood»                                 |
| 2015 | Мелани Мартинес  | Cry Baby                | «Teddy Bear»                                  |
| 2015 | Скиззи Марс      | The Red Balloon Project | «The City»                                    |
| 2016 | Бенджамин        | Fingerprints            | «Young and Restless»                          |
| 2016 | Бритни Спирс     | Glory                   | «Man On The Moon»                             |
| 2016 | The Knocks       | 55                      | «The Key»                                     |
| 2016 | The Knocks       | 55                      | «Purple Eyes» (при участии Фиби Райан)        |
| 2016 | Вайклеф Жан      | Неальбомный сингл       | «My Girl» (при участии Саши Мари)             |
| 2017 | The Chainsmokers | Memories…Do Not Open    | «Bloodstream»                                 |
| 2017 | Дэнни Л. Харл    | 1UL                     | «1UL»                                         |
| 2017 | Дэнни Л. Харл    | 1UL                     | «Heavy Eyelids» (при участии Фиби Райан)      |
| 2017 | Джеймс Янг       | Feel Something          | «We Won’t»                                    |
| 2017 | All Time Low     | Last Young Renegade     | «Ground Control» (при участии Tegan and Sara) |
| 2018 | LPX              | Junk of the Heart — EP  | «Might Not Make It Home»                      |

## Комментарии
1. ↑  «Now or Never» не вошёл в Billboard Hot 100, но достиг максимума на 20 месте в чарте Dance/Electronic Digital Song Sales[англ.], на 5 месте в чарте Dance/Mix Show Airplay и на 30 месте в чарте Dance/Electronic Songs[38].